# Фергюсон, Калеб
Калеб Пол Фергюсон (англ. Caleb Paul Ferguson, 2 июля 1996, Колумбус) — американский бейсболист, питчер клуба МЛБ «Лос-Анджелес Доджерс».

## Карьера
Фергюсон вырос и закончил старшую школу в Уэст-Джефферсоне. В мае 2014 года, в последний год обучения, он порвал связки локтя и после выпуска перенёс операцию Томми Джона. Сразу после этого Калеб выставил свою кандидатуру на драфт МЛБ и в 38 раунде был выбран клубом «Лос-Анджелес Доджерс». Фергюсон подписал с клубом контракт, отказавшись от поступления в Университет Западной Виргинии. Восстановление после операции заняло восемнадцать месяцев.
В 2015 году Калеб провёл четырнадцать игр в Лиге новичков. Через два года он играл в составе «Ранчо-Кукамонга» в A-лиге. Сезон 2018 года Фергюсон начал в AA-лиге в «Талса Дриллерс», в восьми стартах показав пропускаемость ERA 0,83. В июне он получил вызов в основной состав «Доджерс». Первые три игры в МЛБ Калеб провёл в качестве стартового питчера, после чего был переведён в буллпен. К августу он закрепился в составе команды, а главный тренер команды Дэйв Робертс заявил, что в дальнейшем рассчитывает на Фергюсона как на игрока стартовой ротации.